# Frank Shea (Musiker)
Francis E. „Frank“ Shea (* 8. Februar 1930 in Bridgeport (Connecticut); † 20. Januar 2024 in Plymouth (Massachusetts)) war ein US-amerikanischer Rhythm-&-Blues- und Jazz-Musiker (Schlagzeug).

## Leben und Wirken
Shea fühlte sich schon in jungen Jahren zum Swing und der Musik der Big Bands hingezogen. Er studierte die Schlagzeuger, Pianisten und Saxophonisten, die diese Bands antrieben, und als Teenager lernte er autodidaktisch Schlagzeug. Bald darauf begann er als Jazzmusiker Konzerte zu geben und erhielt den Spitznamen „Bebop Shea“.
Als reisender Musiker hat Shea mit Musikern u. a. in New York, Los Angeles und Chicago gespielt und Aufnahmen gemacht. So arbeitete er mit Jesse Powell (It’s Party Time, 1961), Willis Jackson (Thunderbird, 1962) und spielte auch auf Jacksons Album mit Jack McDuff, Together Again, Again (1967) und in der Band von King Curtis auf Eddie Kirklands LP It’s the Blues Man!.
In Chicago lernte Shea seine künftige Frau Shirley kennen, und 1967 heirateten die beiden und zogen nach Los Angeles, wo Shea ein festes Engagement als Schlagzeuger der Swingband The Treniers hatte. Er wirkte auch bei Milt Treniers LP mit Micki Lynn, Carryin’ On (1967) mit. Mit dem Wunsch, an die Ostküste der USA zurückzukehren, zog die Familie Anfang der 1970er-Jahre nach Cape Cod, Massachusetts, wo Shea die Stelle als Schlagzeuger der Band von Lou Columbo angeboten wurde. Er wurde bald als Jazz-Schlagzeuger in der ganzen Region aktiv und arbeitete mit Musikern Neuenglands zusammen. 1987 zog er nach West Hartford, Connecticut, wo er weiterhin als Schlagzeuger im ganzen Bundesstaat arbeitete.